# Campeonato Mundial de Polo Femenino de 2022
El Campeonato Mundial de Polo Femenino de 2022 fue la I edición del Campeonato Mundial de Polo Femenino. Se disputó entre el 9 y el 16 de abril de 2022 en las instalaciones del Campo Argentino de Polo ubicadas en el barrio de Palermo, Buenos Aires (Argentina).
El campeón fue la Argentina, conjunto que alcanzó el primer título al vencer 6-2 en la final a Estados Unidos. Mientras que, Inglaterra obtuvo el tercer lugar tras ganarle 6-5½ a Italia.

## Desarrollo del campeonato
El campeonato fue desarrollado con una fase inicial de dos grupos de tres equipos cada uno, de los cuales el primero y el segundo disputaron las semifinales y los terceros  quedaron eliminados automáticamente.

     – Avanzan a semifinales

     – Disputan la Copa de Bronce

### Primera fase

#### Grupo A
| Posición | Selección  | Pts | PJ | PG | PE | PP | GF | GC | DIF |
| -------- | ---------- | --- | -- | -- | -- | -- | -- | -- | --- |
| 1.       | Inglaterra | 3   | 2  | 1  | 1  | 0  | 9  | 4  | 5   |
| 2.       | Argentina  | 3   | 2  | 1  | 1  | 0  | 10 | 6  | 4   |
| 3.       | Irlanda    | 0   | 2  | 0  | 0  | 2  | 4  | 13 | -9  |

| 9 de abril | Argentina | 7-3     | Irlanda | Campo Argentino de Polo, Buenos Aires |  |
|            |           | Reporte |         |                                       |  |

| 10 de abril | Inglaterra | 6-1     | Irlanda | Campo Argentino de Polo, Buenos Aires |  |
|             |            | Reporte |         |                                       |  |

| 12 de abril | Argentina | 3 (2)-3 (3) | Inglaterra | Campo Argentino de Polo, Buenos Aires |  |
|             |           | Reporte     |            |                                       |  |

#### Grupo B
| Posición | Selección      | Pts | PJ | PG | PE | PP | GF | GC | DIF |
| -------- | -------------- | --- | -- | -- | -- | -- | -- | -- | --- |
| 1.       | Italia         | 4   | 2  | 2  | 0  | 0  | 8½ | 7  | 1½  |
| 2.       | Estados Unidos | 2   | 2  | 1  | 0  | 1  | 10 | 8  | 2   |
| 3.       | Brasil         | 0   | 2  | 0  | 0  | 2  | 6½ | 11 | -4½ |

| 9 de abril | Brasil | 3-4     | Italia | Campo Argentino de Polo, Buenos Aires |  |
|            |        | Reporte |        |                                       |  |

| 10 de abril | Brasil | 3½-7    | Estados Unidos | Campo Argentino de Polo, Buenos Aires |  |
|             |        | Reporte |                |                                       |  |

| 12 de abril | Italia | 4½-4    | Estados Unidos | Campo Argentino de Polo, Buenos Aires |  |
|             |        | Reporte |                |                                       |  |

### Copa de Bronce
| 13 de abril | Brasil | 4½-4    | Irlanda | Sede Alfredo Lalor de Pilar, Buenos Aires |  |
|             |        | Reporte |         |                                           |  |

### Play-offs

#### Semifinales
| 14 de abril | Estados Unidos | 4-3     | Inglaterra | Campo Argentino de Polo, Buenos Aires |  |
|             |                | Reporte |            |                                       |  |

| 14 de abril | Argentina | 7-0 ½   | Italia | Campo Argentino de Polo, Buenos Aires |  |
|             |           | Reporte |        |                                       |  |

#### Partido por el tercer puesto
| 16 de abril | Inglaterra | 6-5½    | Italia | Campo Argentino de Polo, Buenos Aires |  |
|             |            | Reporte |        |                                       |  |

#### Final
| 16 de abril | Argentina                                                      | 6-2     | Estados Unidos | Campo Argentino de Polo, Buenos Aires |                               |
|             | Catalina Lavinia (3), Agustina Imaz (2), Paulina Vasquetto (1) | Reporte |                | Asistencia: 6000 espectadores         | Asistencia: 6000 espectadores |

|                               |
| Bandera de Argentina          |
| Campeón Argentina 1.er Título |

### Premios y reconocimientos
| Premio              | Otorgado a       |
| ------------------- | ---------------- |
| MVP                 | Azucena Uranda   |
| Goleadora           | Emma Tomlinson   |
| Jugadora Revelación | Catalina Lavinia |
| Fair Play           | Audry Persano    |
| Espíritu Deportivo  | Frances Townend  |

## Posiciones finales
| Pos               | Selección      |
| ----------------- | -------------- |
| Medalla de oro    | Argentina      |
| Medalla de plata  | Estados Unidos |
| Medalla de bronce | Inglaterra     |
| 4.                | Italia         |
| 5.                | Brasil         |
| 6.                | Irlanda        |